# Giorgia Meloni
Giorgia Meloni, född 15 januari 1977 i Rom, är en italiensk politiker och journalist som sedan den 22 oktober 2022 är Italiens premiärminister. Hon är den första kvinnan att inneha denna position i landets historia och hon är partiledare för det högernationalistiska partiet Italiens bröder (Fratelli d'Italia).
Meloni var en av grundarna av partiet Fratelli d'Italia 2012 och har varit ledamot i Italiens deputeradekammare sedan 2006. Hon var ungdomsminister i regeringen Silvio Berlusconi IV från 2008 till 2011. Melonis politiska ideologi är präglad av konservatism, italiensk nationalism och EU-skepticism.

## Tidiga liv och utbildning
Giorgia Meloni växte upp i stadsdelen Garbatella i Rom, där hennes far, Francesco Meloni, övergav familjen när hon var ett år gammal. Hon gick på Istituto Tecnico Professionale Amerigo Vespucci och tog examen inom språkkunskap.

## Politisk karriär
Meloni engagerade sig tidigt i politik under 1990-talet och gick med i Fronte della Gioventù, ungdomsorganisationen för det neofascistiska partiet Movimento Sociale Italiano (Italienska sociala rörelsen). Hon blev snabbt en ledande medlem i denna organisation och gick senare vidare för att engagera sig i det nya partiet Alleanza Nazionale (Nationella alliansen).
Under sin tid i Alleanza Nazionale arbetade Meloni som partiets presschef och blev senare vald till medlem av Italiens deputeradekammare 2006. År 2008, vid 31 års ålder, utsågs Meloni till Ungdomsminister i regeringen Silvio Berlusconi IV, vilket gjorde henne till Italiens yngsta minister någonsin.
Efter upplösningen av Alleanza Nazionale 2012, bildade Meloni tillsammans med Guido Crosetto och Ignazio La Russa det nya partiet Fratelli d'Italia. Detta parti var en fortsättning på det politiska arv de hade från Movimento Sociale Italiano och representerade en mer nationalistisk och EU-skeptisk plattform.
Partiet växte snabbt och Meloni blev dess partiledare 2014. Hennes politiska linje var starkt fokuserad på att bevara italiensk suveränitet och stärka landets traditionella värderingar, vilket ledde till att Fratelli d'Italia växte i popularitet.
Meloni blev Italiens premiärminister den 22 oktober 2022 efter att ha lett sitt parti till en historisk seger i det italienska valet samma år. Hennes parti, Fratelli d'Italia, blev det största partiet med 26% av rösterna.
Som regeringschef fokuserar Meloni på frågor som invandring, familjepolitik, EU:s inflytande och Italiens nationella suveränitet. Hennes regering har också arbetat för att stärka Italiens militär och säkerhetspolitik.
Meloni är även ordförande för Europeiska konservativa och reformister (ECR) vilket är ett konservativt parti i Europaparlamentet. ECR innehåller andra populistiska högernationalistiska partier som till exempel Sverigedemokraterna från Sverige och Vox från Spanien. ECR:s politik har beskrivits som EU-skeptisk vilket även Melonis politik har kallats. Efter covid-19-pandemin har anti-EU-politiken i Italiens bröder tonats ner.

## Ideologi
Melonis politiska ställningstaganden är konservativa och hon sade i ett uppmärksammat tal i oktober 2019: "Jag är kvinna, jag är moder, jag är italienare och jag är kristen – och det ska ni inte ta ifrån mig." 
Hon har också sagt: "Gud, hemlandet och familjen är inte en slogan, utan det vackraste kärleksmanifestet."
Meloni och Italiens bröder tar stark ställning mot invandring. Ett av områdena partiet har haft stort fokus på under Melonis ledarskap är att stoppa flyktingar och illegala invandrare från att emigrera till och få asyl i Italien. Melonis regering, tillsammans med Lega och Forza Italia, har som mål att stoppa massinvandringen till Italien.
Meloni förespråkar kärnfamiljen som en viktig del av det italienska samhället. Hon är kritisk mot HBTQI-rörelsen och vill förbjuda samkönade äktenskap och homosexuella personer från att adoptera barn. Meloni kritiserar ”HBTQ-lobbyn” med syftet att försvara den italienska kärnfamiljen och dess kristna grunder.

## Kritik
Meloni och hennes parti Italiens bröders politik har blivit kritiserat för att vara neo- eller post-fascistiskt. Melonis politik, som har kallats högerradikal, fokuserar ofta på ”vi-” mot ”dem-” grupper i samhället. Meloni håller själv inte med dessa kritiker och tar avstånd från odemokratiska rörelser.

## Privatliv
Giorgia Meloni var tillsammans med den italienske journalisten Andrea Giambruno mellan 2015 och 2023. De har en dotter, Ginevra, som föddes 2016.